# Авлеж
Авлеж (фр. Avelesges) насеље је и општина у североисточној Француској у региону Пикардија, у департману Сома која припада префектури Амјен.
По подацима из 2011. године у општини је живело 50 становника, а густина насељености је износила 10,27 становника/km². Општина се простире на површини од 4,87 km². Налази се на средњој надморској висини од 50 метара (максималној 123 m, а минималној 43 m).

## Демографија
| 1962. | 1968. | 1975. | 1982. | 1990. | 1999. | 2011. |
| ----- | ----- | ----- | ----- | ----- | ----- | ----- |
| 76    | 86    | 63    | 65    | 51    | 58    | 50    |

График промене броја становника у току последњих година